# Zajelcowskaja
Zajelcowskaja (ros. Заельцовская) – początkowa stacja linii Leninskiej, znajdującego się w Nowosybirsku systemu metra.

## Charakterystyka
Położona w nowosybirskim rejonie zajelcowskim, została otwarta 2 kwietnia 1992 roku, co czyni ją jedną z najmłodszych w systemie nowosybirskiego metra. Jest drugą stacją otwartą nie w czasach Związku Radzieckiego, ale już po jego rozpadzie i powstaniu Federacji Rosyjskiej. W jej otwarciu wzięli udział mer Moskwy Gawriił Popow i mer Petersburga Anatolij Sobczak. Do wykończenia stacji oraz jej dekoracji użyto marmuru oraz granitu. Ze stacji można dostać się na trzecim nowosybirskie lotnisko - Jelicowkę, a także do północnych rejonów miasta. Budowa prowadzona była w dwóch etapach, z uwagi na wysokie natężenie ruchu ulicznego na tym obszarze miasta - jego potencjalne zamknięcie mogłoby doprowadzić do paraliżu komunikacyjnego. Na stacji znajdują się ruchome schody o długości 18 metrów.